# Conington (Cambridgeshire)
Pour les articles homonymes, voir Conington.
Conington est une paroisse civile et un village du Cambridgeshire, en Angleterre.